# Aloe tripetala
Aloe tripetala é uma espécie de liliopsida do gênero Aloe, pertencente à família Asphodelaceae.